# 馴龍高手 (電視影集)
《馴龍高手》（英語：DreamWorks Dragons）是美國電腦動畫電視影集，故事改編自2010年電影《馴龍高手》該系列作以2010年的《馴龍高手》到2014年《馴龍高手2》之間所發生的故事。
傑·巴魯契、艾美莉卡·弗瑞娜、克里斯多福·敏茲-普雷斯、T·J·米勒和大衛·田納特都回歸聲演自己的角色。茱莉·馬庫斯和安德魯·費莫倫聲演暴芙那特（代替克莉絲汀·薇格）、查克·皮爾曼聲演鼻涕粗（代替喬納·希爾）、克里斯·艾格利聲演戈伯（代替克雷格·費格斯）和諾蘭·諾斯聲演大塊頭史圖依克（代替傑拉德·巴特勒）。

## 劇情
故事發生在《馴龍高手》和《馴龍高手2》之間。

## 角色

### 龍騎手
- 小嗝嗝·阿倫德斯·哈德克三世（Hiccup Horrendous Haddock III，由傑·巴魯契配音[2]。）粵語配音：梁皓翔

博克島的族長史圖伊克之子，在電影的前作中他曾成功讓龍族和維京人們和平共處；在一場和巨龍的戰役後雖然獲得了勝利，卻喪失了他的左腿。
- 沒牙仔（Toothless）

品種為極為罕見的夜煞，在首集電影中失去一半尾翼後需要小嗝嗝的幫助才能飛。沒牙具有深黑色鱗片、可伸縮的牙齒。
- 亞絲翠·霍芬森（Astrid Hofferson，由艾美莉卡·弗瑞娜配音[2]。）粵語配音：羅婉楓

小嗝嗝的親密朋友和夥伴。性格堅強的亞絲翠，是龍騎士中最勇敢的人之一，而且有很強的好勝心。在《飛越邊界》第五季中，小嗝嗝與亞絲翠訂婚，並送她一條訂婚項鍊。
- 暴飛飛（Stormfly）

雌性的藍色致命納得。亞絲翠和暴飛飛像小嗝嗝和沒牙一樣，表現出非凡的團隊精神。在大多數小嗝嗝和亞絲翠設計的比賽中，暴飛飛是沒牙友好的競爭對手。 除了以鎂為燃料的火焰外，暴飛飛還能從她的尾巴上發射數百具尖刺。
- 魚腳司·英格曼（Fishlegs Ingerman，由克里斯多福·敏茲-普雷斯（英语：Christopher Mintz-Plasse）配音。）粵語配音：蔡忠衛

小嗝嗝的好朋友之一，對龍族有著豐富的知識。雖然他並不像其他龍騎士一樣勇敢，但他是一個忠誠的朋友，尤其是與小嗝嗝和亞絲翠。
- 肉丸（Meatlug）

雌性的棕色葛倫科。由於她體型龐大且翅膀細小，所有她缺乏其他龍具有的飛行特技和速度。當她的庚烷或氧氣與岩石融合時，她就可以發出熔岩攻擊。
- 鼻涕粗·喬根森（Snotlout Jorgenson，由查克·皮爾曼（英语：Zack Pearlman）配音。）

小嗝嗝的朋友之一；魯莽、吵鬧和自大的他，經常嘲笑或討厭其他龍騎士。
- 鉤牙（Hookfang）

雄性的紅色猛烈兇魘。脾氣暴躁且缺乏耐心的他，總是與鼻涕粗唱反調。戰鬥時，鉤牙會用他易燃的唾液覆蓋整個身體。
- 悍夫那特和暴芙那特·索爾斯頓（Tuffnut and Ruffnut Thorston，由T·J·米勒[2]和茱莉·馬庫斯[3]、安德魯·費莫倫配音。）粵語配音：莊巧兒

- 噴噴和吐吐（Barf and Belch）

一對雙頭的雄性綠色醜陋雙頭龍。左頭是可以點燃氣體的噴噴，是悍夫那特的坐騎。右頭是可以呼出爆炸性氣體的吐吐，是暴芙那特的坐騎。噴噴和吐吐通常意見一致和合作，但當悍夫那特和暴芙那特爭吵時，他們會因此變得難以飛行。

### 博克島的居民
- 大塊頭史圖依克（Stoick the Vast，由諾蘭·諾斯配音[4]。）

博克島的族長，小嗝嗝的父親。強大、無所畏懼、凶悍並擁有精明的判斷力和同情心。他第一條坐騎是名為雷捲風（Thornado）的雷鼓龍（Thunderdrum），後來返回野外。第二條坐騎是名為碎顱者（Skullcrusher）的轟鳴龍（Rumblehorn）。
- 戈伯（Gobber the Belch，由克里斯·艾傑利（英语：Chris Edgerly）配音[7]。）

博克島的鐵匠，史圖依克多年來的好友，小嗝嗝的導師。坐騎是名為暴暴龍（Grump）的赫伯普（Hotburple）。
- 吐痰鬼·約葛森（Spitelout Jorgenson，由大衛·田納特配音。）

鼻涕粗的父親，經常為兒子的成就感到自豪，但當他失敗時卻很少原諒他。他是A隊的成員，坐騎是名為王尾（Kingstail）的致命納得。
- 古斯塔夫·拉森（Gustav Larson，由盧卡斯·格拉貝爾配音[9]。）

古斯塔夫是一個渴望成為龍騎士的少年。他把鼻涕粗作為他的偶像和英雄，特別是在首兩季影集中。坐騎是根據鉤牙的名字命名為牙鉤（Fanghook）的猛烈兇魘。
- 古稀（Gothi，由安吉拉·巴特斯配音。）

博克的長老和薩滿教。作為一個啞巴，她時常通過手勢或繪畫線條和象形文字的圖像，並透過戈伯或魚腳司翻譯。
- 梅爾度（Mildew，由斯蒂芬·魯特配音。）

脾氣暴躁和惡毒的老人，通常不喜歡的博克島的居民。身為白菜農民的他，對龍保持著強烈的怨恨。
- 水桶（Bucket，由湯瑪斯·法蘭西斯·威爾遜配音。）

有智能障礙的維京人。由於時常頭戴水桶，居民都會叫他水桶。當他的水桶越套越緊時，居民都認為這是風暴警告。
- 莫馳（Mulch，由蒂姆·康維（英语：Tim Conway）配音。）

水桶的好友，時常待在他身邊。經常要為水桶愚蠢的行為收拾殘局。

### 敵人
- 叛變者阿爾文（Alvin the Treacherous，由馬克·漢米爾配音[3]。）

被博克島以叛變罪流放的人，後來證實他是無辜的。
- 薩維奇（Savage，由保羅·魯格（英语：Paul Rugg）配音。）

曾是阿爾文的得力助手，後來成為達格的得力助手。
- 克羅根（Krogan，由海金·凱-卡辛（英语：Hakeem Kae-Kazim）配音。）

為跩爺工作的龍獵人。
- 萊克·戈瑞本（Ryker Grimborn，由J·B·布蘭克（英语：JB Blanc）配音。）

偉哥·戈瑞本的哥哥，龍獵人的第二把手。

### 次要角色
- 約翰（Johann，由麥可·戈爾德斯特姆配音[10]。）

航海商人。
- 海瑟（Heather，由梅·惠特曼配音。）

達格的妹妹，曾被魚腳司追求。
- 瘋子達格（Dagur the Deranged，由大衛·福斯蒂諾（英语：David Faustino）配音[3]。）

狂戰士的領袖，一直想捕捉沒牙。在飛越邊界第二季之後，開始認同小嗝嗝等人的目標，並開始幫助他們，後來達格成為一名龍騎手。
- 偉哥·戈瑞本（Viggo Grimborn，由艾佛烈·蒙利納配音。）

萊克的弟弟，龍獵人的前領袖。

## 集數
| 季數 | 副標題     | 集数 | 集数 | 首播日期      | 首播日期      |
| 季數 | 副標題     | 集数 | 集数 | 首映          | 季终          |
| ---- | ---------- | ---- | ---- | ------------- | ------------- |
| 1    | 博克島騎士 | 20   | 20   | 2012年8月7日  | 2013年3月20日 |
| 2    | 捍衛博克島 | 20   | 20   | 2013年9月19日 | 2014年3月5日  |

| 季數 | 副標題   | 集数 | 集数 | 上線日期      | 上線日期      |
| ---- | -------- | ---- | ---- | ------------- | ------------- |
| 1    | 飛越邊界 | 13   | 13   | 2015年6月26日 | 2015年6月26日 |
| 2    | 飛越邊界 | 13   | 13   | 2016年1月8日  | 2016年1月8日  |
| 3    | 飛越邊界 | 13   | 13   | 2016年6月24日 | 2016年6月24日 |
| 4    | 飛越邊界 | 13   | 13   | 2017年2月17日 | 2017年2月17日 |
| 5    | 飛越邊界 | 13   | 13   | 2017年8月25日 | 2017年8月25日 |
| 6    | 飛越邊界 | 13   | 13   | 2018年2月16日 | 2018年2月16日 |

## 製作
2010年10月12日，據宣佈卡通頻道已獲得改編自該電影的動畫系列的全球轉播權。根據《馴龍高手》的執行製片人蒂姆·約翰森，該系列計劃比夢工廠動畫以往的衍生電視影集更加黑暗和深刻。該影集的風格與電影十分相似，故事亦將發生在首部電影之後。該影集為第一部咗卡通頻道上播出的夢工廠動畫影集，以往的都是在尼可國際兒童頻道上播出。
據最初的報導，該影集將命名為《Dragons: The Series》，但在2012年6月，宣佈命名為《Dragons: Riders of Berk》。第二季命名為《Dragons: Defenders of Berk》。2014年5月，夢工廠動畫宣佈在2015年春季，該影集將從卡通頻道轉向Netflix播出。

## 電視播出
| TVB兒童台 星期一至五 06:30－07:00 節目                                                                         | TVB兒童台 星期一至五 06:30－07:00 節目                                              | TVB兒童台 星期一至五 06:30－07:00 節目 |
| --- | ----------------------------------------------------------------------------------- | -------------------------------------- |
| | 馴龍騎士 （2013年12月12日－2014年1月8日）                                           |                                        |
| 櫻桃小丸子 第477－506集                                                                                        | 馬達加斯加的企鵝II                                                                  |                                        |
| TVB兒童台 星期一至五 06:30－07:00 節目                                                                         |                                                                                     |                                        |
| 功夫熊貓之至尊傳奇                                                                                             | 馴龍騎士 重播 （2014年7月14日－8月8日） ↓ 馴龍騎士II （2014年8月11日－9月5日）      | 天煞撞正怪怪獸                         |
| 翡翠台 星期一至五 16:20－16:50 節目 4月22日臨時節目調動停播                                                    |                                                                                     |                                        |
| 忍者亂太郎（XVIII） 第18輯 ↓ 忍者亂太郎（XX） 第21輯                                                           | 馴龍騎士 （2015年3月18日－4月14日） ↓ 馴龍騎士II （2015年4月15日－5月13日）         | 幪面戰士                               |
| 翡翠台 星期六、日 16:00－16:30 節目 4月10日、6月19日、6月26日、8月28日、9月4日停播 5月8日起星期日 16:00－16:30 |                                                                                     |                                        |
| 忍者亂太郎（XIX） 重播，第19、20輯                                                                             | 馴龍騎士 重播 （2016年2月21日－5月1日） ↓ 馴龍騎士II 重播 （2016年5月7日－10月9日） | 幪面戰士 重播                          |

## 外部連結
- 官方网站 Cartoon Network
- 官方网站 DreamWorks TV
- 互联网电影数据库（IMDb）上《馴龍高手》的资料（英文）
- 互联网电影数据库（IMDb）上《馴龍高手》的资料（英文）
- 在Netflix上觀看《馴龍高手》
- 大卡通上《Dragons: Riders of Berk》的資料